# Just Another Band from L.A.
Just Another Band from L.A. är ett livealbum av The Mothers of Invention från 1972, och spelades in på UCLA den 7 augusti 1971. Albumet innehåller The Mothers- uppsättningen med Flo & Eddie (Mark Volman och Howard Kaylan) från bandet The Turtles. Det är det sista Mothersbandet som Zappa turnerade med innan han råkade ut för en scenolycka, vilket gjorde honom rullstolsburen i ett år.
Minioperan Billy the Mountain finns med i en nedskalad version på albumet, och en fullständig version på albumet Playground Psychotics. Låten Eddie, Are You Kidding? är en referens till Edward Nalbandian.

## Låtlista
Alla låtar av Zappa om inte annat anges.
Sida ett
1. "Billy the Mountain" – 24:47

Sida två
1. "Call Any Vegetable" – 7:22
2. "Eddie, Are You Kidding?" (Kaylan, Seiler, Volman, Zappa) – 3:10
3. "Magdalena" (Kaylan, Zappa) – 6:24
4. "Dog Breath" – 3:39